# Conny Andersson
 Conny Andersson va ser un pilot de curses automobilístiques suec que va arribar a disputar curses de Fórmula 1.
Va néixer el 28 de desembre del 1939 a Alingsâs, Suècia.

## A la F1
Conny Andersson va debutar a la F1 a la dotzena cursa de la temporada 1976 (la 27a temporada de la història) del campionat del món de la Fórmula 1, disputant el 29 d'agost del 1976 el G.P. dels Països Baixos al circuit de Zandvoort.
Va participar en un total de cinc curses puntuables pel campionat de la F1, disputades en dues temporades consecutives (1976-1977) no aconseguint finalitzar cap cursa i no assolí cap punt pel campionat del món de pilots.

## Resultats a la Fórmula 1
| Any  | Equip                      | Xassís  | Motor    | 1   | 2   | 3     | 4     | 5       | 6   | 7       | 8       | 9       | 10  | 11  | 12      | 13  | 14  | 15  | 16  | 17  | Posició | Punts |
| ---- | -------------------------- | ------- | -------- | --- | --- | ----- | ----- | ------- | --- | ------- | ------- | ------- | --- | --- | ------- | --- | --- | --- | --- | --- | ------- | ----- |
| 1976 | Team Surtees               | Surtees | Cosworth | BRA | SUD | O.USA | ESP   | BEL     | MON | SUE     | FRA     | GBR     | ALE | AUT | HOL Ret | ITA | CAN | USA | JAP |     | -       | 0     |
| 1977 | Rotary Watches Stanley BRM | BRM     | BRM      | ARG | BRA | SUD   | O.USA | ESP NVQ | MON | BEL NVQ | SUE NVQ | FRA NVQ | GBR | ALE | AUT     | HOL | ITA | USA | CAN | JAP | -       | 0     |

### Resum
| Curses: | Victòries: | Pòdiums: | Poles: | Voltes ràpides: | Punts: |
| ------- | ---------- | -------- | ------ | --------------- | ------ |
| 5 (1)   | 0          | 0        | 0      | 0               | 0      |